# N2n
n2n — програма з відкритим кодом для віртуальної приватної мережі (VPN) з надання протоколу канального рівня (2-гий рівень OSI) над протоколом мережевого рівня (3-тій рівень), що використовує децентралізовану (P2P) архітектуру для учасників мережі та маршрутизації.
На відміну від багатьох інших програм VPN, n2n може поєднати два комп’ютери, що обидва знаходяться за NAT-маршрутизаторами. З’єднання встановлюється за допомогою третього комп’ютера „супервузла“, до якого обидва комп’ютера мають доступ. Цей „супервузол“ це лише частина встановлення з’єднання, фактично VPN-дані передаються безпосередньо між двома поєднаними комп’ютерів, а не через цей „супервузол“.
Це вільне програмне забезпечення і поширюється згідно з ліцензією GNU General Public License версії 3.